# Левенка (Саратовская область)
Левенка — село в Духовницком районе Саратовской области, в составе сельского поселения Липовское муниципальное образование.
Население — 287 (2010).

## История
В Списке населённых мест Российской империи по сведениям за 1859 год упоминается как казённое село Ливенка Николаевского уезда Самарской губернии, расположенное по просёлочному тракту из Николаевска в Хвалынск в 34 верстах от уездного города. В населённом пункте насчитывалось 257 дворов, проживало 979 мужчин и 1031 женщин.
После крестьянской реформы Ливенка была отнесена к Липовской волости. Согласно Списку населённых мест Самарской губернии по сведениям за 1889 год в Ливенке насчитывалось 534 двора, проживали 3264 жителя (русские и мордва православного и раскольнического вероисповедания). Земельный надел составлял 8132 десятин удобной и 370 десятин неудобной земли. Имелись церковь, школа, 14 ветряных мельниц. Согласно переписи 1897 года в селе проживали 3244 жителя, из них православных — 3158.
Согласно Списку населённых мест Самарской губернии 1910 года в Левенке проживали 2063 мужчины и 2199 женщин (бывшие государственные крестьяне), имелись церковь, земская и церковно-приходская школы.

## Физико-географическая характеристика
Село находится в Заволжье, при овраге Сухой Стерех, на высоте около 60 метров над уровнем моря. Почвы — чернозёмы южные.
Село расположено примерно в 26 км по прямой в юго-восточном направлении от районного центра посёлка Духовницкое. По автомобильным дорогам расстояние до районного центра составляет 28 км, до города Балаково — 120 км, до областного центра города Саратов — 280 км, до Самары — 230 км (через Пугачёв).
Часовой пояс
Левенка, как и вся Саратовская область, находится в часовой зоне МСК+1. Смещение применяемого времени относительно UTC составляет +4:00.

## Население
Динамика численности населения по годам:
| Годы      | 1859 | 1889 | 1897 | 1910 | 2002 |
| --------- | ---- | ---- | ---- | ---- | ---- |
| Население | 2010 | 3264 | 3244 | 4262 | 410  |

| 2002 | 2010 |
| ---- | ---- |
| 410  | ↘287 |

Национальный состав
Согласно результатам переписи 2002 года русские составляли 88 % населения села.